# Cop d'estat a Ruanda de 1973
El cop d'estat de 1973 a Ruanda, també conegut com a Cop del 5 de juliol va ser un cop militar encapçalat per Juvénal Habyarimana, llavors Cap d'Estat Major de l'Exèrcit Ruandès contra el President de la República de Ruanda Grégoire Kayibanda, que governava de manera autoritària des de la independència del país en 1962, en virtut d'una dictadura de partit únic. Va ocórrer el 5 de juliol de 1973 i va ser un cop no sagnant.

## Desenvolupament

### Antecedents i causes
Encara sota el domini belga entre 1950 i 1960, el ressentiment cap al govern colònia i l'elit tutsi entre la majoria hutu havia augmentat, donant lloc a la fundació del partit Parmehutu per Grégoire Kayibanda en 1957, amb intencions d'enderrocar la monarquia tutsi de Kigeli V i donar-li el control total als hutus. Això es va aconseguir mitjançant eleccions i un referèndum que va abolir la monarquia en 1961, però l'absència d'una oposició tutsi efectiva va portar a tensions regionals entre els polítics hutus. Els polítics del centre i del sud tenien una posició privilegiada dins del partit, i s'oposaven als subrepresentats del nord.
En els mesos previs al cop, el president Kayibanda havia intensificat la persecució governamental cap als tutsis mitjançant comitès hutus per vigilar que es complissin les "normes ètniques", la qual cosa va afeblir i va aïllar econòmica i diplomàticament a Rwanda, sobretot davant la veïna Uganda, que tenia una gran població de tutsis en l'exili. En conseqüència, el cop va ser recolzat per gran part de la població urbana de Rwanda i pres amb indiferència per la població rural.

### Conseqüències
Immediatament després del cop, Habyarimana va prohibir tots els partits polítics (que ja estaven prohibits de totes maneres des de 1965), i en 1974 va crear el seu propi partit únic, el Moviment Republicà Nacional per la Democràcia i el Desenvolupament. Mentre que el cop en si es va produir sense violència ni pèrdua de vides, entre 1974 i 1977, a conseqüència del mateix, cinquanta-sis ex-caps polítics de Ruanda van ser assassinats. Kayibanda va morir a la presó en 1976, considerant-se com a causa de la seva mort la inanició.